# Ahmad Ahmad El-Amawy
Ahmad Ahmad El-Amawy (arabisch أحمد أحمد العماوي, DMG Aḥmad Aḥmad al-ʿAmāwī; * Juli 1932) ist ein ägyptischer Politiker.

## Leben
Ahmad Ahmad El-Amawy war Mitglied des Schura-Rates. Er engagierte sich ab 1966 in Gewerkschaften und wurde Vorsitzender einer Chemiegewerkschaft.
Amawy studierte bis 1968 in schloss als Bachelor der Rechtswissenschaft ab. Nach dem Studium leitete er einen ägyptischen Gewerkschaftsdachverband und wurde 1987 zur Internationalen Arbeitsorganisation entsandt. Er war stellvertretender Generalsekretär der Arabischen Organisation für Arbeit und ist Gründungsmitglied der Nationaldemokratischen Partei Ägyptens. Von 1993 bis zum 9. Juli 2004 war Amawy Minister für Beschäftigung und Migration im Kabinett Ganzuri I und im Kabinett Abaid.
| Vorgänger | Amt                                                                        | Nachfolger                                      |
| --------- | -------------------------------------------------------------------------- | ----------------------------------------------- |
| —         | Ägyptischer Minister für Beschäftigung und Migration 1993 bis 9. Juli 2004 | Aicha Abdel Hadi Abdel Ghani (Aisha Abdel Hadi) |